# Perdita eickworti
Perdita eickworti är en biart som beskrevs av Timberlake 1977. Perdita eickworti ingår i släktet Perdita och familjen grävbin. Inga underarter finns listade i Catalogue of Life.